# Miracolo di sant'Antonio da Padova
Il Miracolo di Sant'Antonio da Padova è un dipinto olio su tela conservato nel secondo altare a destra della chiesa di Santo Spirito di Bergamo considerato una delle migliori opere di Domenico Maria Viani.

## Storia
La seconda cappella a destra della chiesa, costruita nel 1519 come la prima, era stata dedicata da subito a sant'Antonio di Padova, e i canonici lateranensi la completarono con il dipinto solo successivamente, essendo intenti a curare la complessa ricostruzione della navata e delle sue cappelle. Ma la devozione al santo di cui conservavano alcune reliquie, era molto antica, nasceva dal fatto che il santo prima di entrare nell'ordine francescano era stato canonico regolare di un monastero nel Portogallo a Coimbra.

## Descrizione
Il dipinto raffigura uno dei miracoli più conosciuti del santo portoghese: il Miracolo eucaristico di Rimini. Si racconta che sant'Antonio nel 1223 si trovasse a Rimini a cercare di convertire l'eretico Bonovillo della presenza del corpo di Cristo nella particola, ma questi riteneva di non credere fino a che fosse stato testimone di un miracolo e mentre il santo portava in processione, protetto dal baldacchino l'eucaristia, una mula al suo passaggio, si rifiutava di proseguire la sua strada, neppure dopo l'invito di cibo, per prostrarsi di fronte all'ostensorio. Pare che il miracolo si sia verificato anche in altre località. Il dipinto descrive l'evento nella città francese di Bourges, città che vide la presenza del santo nel 1225 al sinodo e che per tradizione e erroneamente sarebbe stata ritenuta, per molto tempo, la città del miracolo.
Il dipinto è denso di personaggi, il santo avanza in processione sotto il baldacchino tenendo sollevata la particola eucaristica che è il punto centrale dell'opera, quello da cui deve partire il movimento di ogni personaggio. La presenza della mula raffigurata nell'atto di genuflettersi è centrale, inutilmente trattenuta dal padrone, un prestante soggetto che sarebbe l'eretico, il quale in ogni modo tenta di spostare la mula. Sul lato opposto della tela è raffigurato un personaggio possente, vestito con abiti importanti, avvolto in un mantello molto ampio, che spiega ai presenti quanto sta succedendo. Pur essendo molto movimentata la scena si presenta ottimamente equilibrata, con uno studio accurato di tutti i personaggi e della loro disposizione. La scena presenta anche personaggi minori, ma che rendono intensa l'opera: il malato adagiato in prossimità su di un carretto, e una donna dal volto malinconico. I colori più intensi nella parte avanzata del dipinto e più chiari nella parte posteriore, un chierico regge una lampada in stile gotico e due soggetti, un diacono e un francescano reggono il baldacchino. Il santo è dipinto in ombra, la luce viene dall'ostia che regge nella mano destra, mentre con la sinistra regge una croce lignea.